# Walter Zeiss
Walter Zeiss (* 31. Mai 1933 in Ulm; † 5. März 2006) war ein deutscher Rechtswissenschaftler. Er war Oberlandesrichter, Hochschullehrer und Lehrstuhlinhaber in Bochum.

## Leben
Zeiss studierte von 1954 bis 1958 Rechtswissenschaften. Nach dem Assessorexamen und der Promotion in Mainz am 20. Oktober 1960 zum Dr. jur. war er von 1962 bis 1967 Assistent, nach der Habilitation an der Johannes Gutenberg-Universität Mainz 1967 Privatdozent. Anschließend war er bis 1998 ordentlicher Professor für Prozess-, Arbeitsrecht und Bürgerliches Recht an der Universität Bochum. Von 1969 bis 1978 war er zugleich Richter am Oberlandesgericht Hamm; zudem war er von 1980 bis 1995 Herausgeber der Juristischen Rundschau (JR).
Zeiss war evangelisch, seit 1958 mit Herta Zeiss, geborene Krusius, verheiratet, wohnte in Bochum-Querenburg und hatte zwei Kinder.

## Schriften (Auswahl)
- Das verkehrsrichtige Verhalten als Rechtfertigungsgrund im Zivilrecht. Dissertation. Universität Mainz, Oktober 1960.
- Die arglistige Prozeßpartei. Beitrag zur rechtstheoretischen Präzisierung eines Verbotes arglistigen Verhaltens im Erkenntnisverfahren des Zivilprozesses (= Schriften zum Prozeßrecht. Band 9). Duncker & Humblot, Berlin 1967, ISBN 978-3-428-42280-7 (zugleich Habilitationsschrift, Universität Mainz).
- mit Klaus Schreiber: Zivilprozeßrecht. Mohr, Tübingen 1971, ISBN 3-16-632841-6 (12., neubearb. Auflage 2014, ISBN 978-3-16-153149-1).